# Pumping on Your Stereo
Pumping on Your Stereo is een nummer van de Britse band Supergrass uit 1999. Het is de eerste single van hun titelloze derde studioalbum.
Het nummer zou aanvankelijk "Humping on Your Stereo" heten, maar omdat dat de band bang was geband te worden van de Britse radio wegens deze ietwat vunzige titel, besloot de band het nummer de naam "Pumping on Your Stereo" te geven. In het nummer wordt echter nog wel "humping" gezongen, in plaats van "pumping". Volgens zanger Mick Quinn sloeg drummer Danny Goffy tijdens de opnames van het nummer niet altijd even hard genoeg, waardoor de bandleden op sommige momenten in hun handen moesten klappen. Het nummer werd een vooral hit op de Britse eilanden. In het Verenigd Koninkrijk bereikte het de 11e positie. Hoewel het nummer in Nederland slechts de 13e positie in de Tipparade bereikte, werd het er wel een radiohit.